# ヴラディーミル・タゼフ
ヴラディーミル・アセノフ・タゼフ（ブルガリア語: Владимир Асенов Тасев, ラテン文字転写例: Vladimir Asenov Tazev）は、ブルガリア出身のヴァイオリン奏者。

## 経歴
ツヴェタン・カラノフとコンスタンティン・ジダロフにヴァイオリンを学び、ソフィア国立音楽院(現：ヴラディゲロフ音楽院)でボヤン・ラチェフの薫陶を受けた。在学中の1981年にネジャルカ・シメオノヴァ国立音楽コンクールで第一位。その後も音楽院の大学院でゲオルギ・バデフとヴラディーミル・アヴラモフに師事して研鑽を積んだ。
1983年からソフィア・フィルハーモニー管弦楽団のヴァイオリン奏者として入団し、1985年にはブリュッセル音楽院に留学してアルテュール・グリュミオーの薫陶を受けた。1989年にはソフィア歌劇場のコンサートマスターとなり、1991年にはブルガリア国営放送交響楽団のコンサートマスターに転出した。